# Château du Plessis (Pont-Saint-Martin)
Pour les articles homonymes, voir Château du Plessis.
Le château du Plessis est un château situé à Pont-Saint-Martin, en France.

## Localisation
Le château est situé sur la commune de Pont-Saint-Martin, dans le département de la Loire-Atlantique.

## Historique
À partir de 1404, le domaine appartient aux vicomtes de Rezé, puis il devient le siège de la seigneurie de Pont-Saint-Martin au XVIIIe siècle. Nicolas Roche de Fermoy, négociant et armateur nantais, en devient propriétaire en 1754. Il passe par la suite aux Irlandais O'Brien et Sheridan, alliés aux Picot de Limoélan, avant d'être acquit par la famille Rozier.
Le monument est inscrit au titre des monuments historiques en 1975.